# 타카푸나 AFC
타카푸나 AFC(Takapuna Association Football Club)는 뉴질랜드 타카푸나를 연고로 하는 아마추어 축구단이다. 현재 노던 리그에 참가하고 있다.

## 역사
이 구단은 1964년에 유소년 클럽으로 타카푸나 시티 AFC라는 이름으로 처음 설립되었으며,1967년에는 구단에 최초의 시니어 남자 팀이 추가되었다. 1971년까지 노던 리그 1부 리그에서 뛰다가 1981년에 처음으로 뉴질랜드 내셔널 풋볼 리그 참가했지만 한 시즌만에 강등되었다.  1980년과 1999년에 채텀 컵 준결승에 진출해 해당 대회에서의 구단의 최고의 기록을 세웠다.